# Internal affairs - The dirty details
Internal affairs is het 13de studioalbum van René Froger. Het album bevat een medley met frogette Danielle Mulder. Ook bevat het album een duet, niet met 2 personen, maar met 3.
Goodbye (A Love Triangle) wordt gezongen met René, Glennis Grace & Silvia Samson.
Het album bevat 1 single.

## Tracklist
1. Freefall(here I am)
2. Close my eyes
3. Love me good
4. The world I threw away
5. Dirty work
6. medley: All by myself/Without you
7. Please don't turn me on
8. You'll never stand alone
9. All I do
10. My father's son
11. Why you follw me
12. Goodbye (A love triangle)
13. She (A Song For Maxima) Op tweede uitgaven